# Division d'Ajmer
La division d'Ajmer est une division de l’état du Rajasthan en Inde. La division comprend quatre districts: le district d'Ajmer, de Bhilwara, de Nagaur et de Tonk.

## Source
- (en) Cet article est partiellement ou en totalité issu de l’article de Wikipédia en anglais intitulé « Ajmer division » (voir la liste des auteurs).